# Azerski znakovni jezik
Azerski znakovni jezik (ISO 639-3: —), znakovni jezik gluhih osoba u Azerbajdžanu. Nakon odvajanja od nekadašnjeg SSSR-a broj gluhih osoba iznosio je između 31.000.

## Vanjske poveznice
- Deaf Azerbaijanis of Azerbaijan – Peoplegroups.org (engleski)